# Шестаковка (Кировоградская область)
Шестаковка (укр. Шостаківка) — посёлок в Соколовской сельской общине Кропивницкого района Кировоградской области Украины.
Население по переписи 2001 года составляло 562 человека. Почтовый индекс — 27635. Телефонный код — 522. Код КОАТУУ — 3522585006.